# IB Berufliche Schulen Eislingen
Die IB Beruflichen Schulen in Eislingen gehören zum Internationalen Bund (IB) und bieten Bildungsgänge mit den Abschlüssen Fachhochschulreife, Fachschulreife und Hauptschulabschluss.

## Bildungsgänge
Die Fachhochschulreife kann in einem  zweijährigen kaufmännischen Berufskolleg für Fremdsprachen, in einem einjährigen kaufmännischen Berufskolleg I/II und im einjährigen Technischen Berufskolleg erreicht werden. 
Die Fachschulreihe kann in der 2-jährigen kaufmännischen Berufsfachschule (Wirtschaftsschule) erreicht werden.
Der Hauptschulabschluss kann im einjährigen Vorqualifizierungsjahr Arbeit und Beruf (VAB) erworben werden.

## Pädagogisches Konzept
Der Klassenlehrer ist Lerncoach. Er verfolgt die Notenentwicklung der einzelnen Schüler und berät diese. Es werden mindestens zwei Lerncoachinggespräche mit den Schülern durchgeführt und dokumentiert. Der stellvertretende Klassenlehrer ist verantwortlich für das Tagebuch- und das Fehlzeitenmanagement sowie weitere verwaltungstechnische Abläufe.
Der Zusatzunterricht in Mathematik, Deutsch und Englisch wird als fester Bestandteil für alle Schüler im Stundenplan verankert.
Die Schüler erhalten Unterstützung bei der Ausbildungsplatzsuche sowie der Vorbereitung für Studium und Beruf. Das Bewerbungstraining ist fester Bestandteil des Stundenplanes. Alle Schüler führen einen Kompetenzcheck der IHK am Anfang des Schuljahres durch. Regelmäßig werden externe Experten zur Berufsorientierung eingeladen.
Soft-Skills-Module sind fester Bestandteil des Stundenplanes im blockweisen Wechsel mit der Berufsorientierung. Die Schüler werden damit in Bezug auf soziale Kompetenzen und Intelligenz gefördert. Die Module sind: Präsentationstechniken, Moderne Kommunikation, Zeitmanagement, Business-Knigge, Interkulturelle Kompetenz, Erfolgreiches Lernen, Soziales Lernen und Medienkompetenz.